# Antonio del Giudica
Antonio del Giudica, książę Cellamare (ur. 1657 w Neapolu, zm. 16 maja 1733 w Sweilli) – hiszpański dyplomata pochodzenia włoskiego.
Po śmierci Karola II Habsburga, króla Hiszpanii, w 1701 roku, towarzyszył nowemu władcy Filipowi V do Neapolu. W czasie hiszpańskiej wojny sukcesyjnej (1701-1714) walczył po stronie Filipa we Włoszech.
W 1715 roku został wysłannikiem nadzwyczajnym do Paryża, gdzie zgodnie z poleceniami Filipa V – wnuka Ludwika XIV i jego ministra Giulio Alberoniego, planował obalić regenta Francji Filipa Orleańskiego i przygotować tron Francji dla Filipa. Hiszpańskiemu posłowi pomagali nienawidzący regenta Ludwik August Burbon, książę du Maine i Leonard-Helie Pompadour. Spisek jednak wykrył (1718) minister i przyjaciel regenta Guillaume Dubois. Giudica został aresztowany i wydalony z Francji.
W 1733 zmarł w Sewilli otoczony szacunkiem monarchy.